# Robert K. Andersen
Robert Kiplagat Andersen (født Kiptanui 12. december 1972 i Kenya) er en tidligere dansk løber. Han er mest kendt som Robert K. Andersen. Navnet Kiplagat er kenyansk og betyder født ved solnedgang. Han løb i starten af sin karriere for Københavns IF og fra 1997 til slutningen af sin karriere for Sparta Atletik.  Han blev til VM i 1997 nummer 8 på 1500 meteren i tiden 3:37.66. Han er ligeledes indehaver af den danske rekord på 1500 meteren, samt milen.
Han blev alle år fra 1993 til 1997 dansk mester på 1500 meteren.
I 1999 var han alvorlig skadesplaget i akillessenen og gennemgik en operation. Han var borte fra sporten i to år. 
I 2003 vandt han dog igen løb da han gennemførte det 5 km lange H.C. Andersen-Løb i Odense i tiden 14:32.
Han er født i Kenya og kom sammen med Wilson Kipketer til Danmark i 1991. Symptomatisk for kenyanere, kender de ikke deres rigtige alder og fødselsår. I Kenya er man enten ung, normal eller gammel. Da han skulle indregistreres i Danmark sammen med Wilson Kipketer angav de begge den samme fødselsdato 12. december 1972.
I dag er han bosat i Kolding, og arbejder til dagligt for UPS (United Parcel Service) i Vejle.[kilde mangler]
Hans datter Emma Kiplagat Kondrup (Kolding KFUM) er en talentfuld løber med flere danske ungdomsrekorder.

## Personlige rekorder
- 800 meter: 1.46.47
- 1500 meter: 3.31.17 min
- Milen: 3.50 min
- 2000 meter: 5.06
- 3000 meter: 7.52 min
- 5000 meter: 13.51

## Danske rekorder
- 1500 meter: 3:31.17 min
- Milen: 3:50.79 min